# Commission des droits de l'homme (Ouganda)
Pour les articles homonymes, voir Commission des droits de l'homme.
La Commission des droits de l'homme de l'Ouganda (The Uganda Human Rights Commission (UHRC)) est chargée d'assurer le suivi et la promotion des droits de l'homme en Ouganda.
La Commission a été instituée en application de l'article 51 chapitre quatre, de la Constitution de 1995. Elle fonctionne selon les Principes de Paris encadrant la mise en place des institutions nationales de droits de l'Homme. Le mandat de la constitution est fixé à l'article 52 de la constitution. 
La Commission est composée d'un président, actuellement Med S.K Kaggwa et d'au moins trois commissaires, nommées par le président après approbation du Parlement de l'Ouganda. Il y a actuellement sept commissaires. Le président et les commissaires doivent présenter un profil exemplaire tant sur le plan de la moralité que de l'intégrité. Ils sont nommés pour un mandat de six ans renouvelable une fois.

## Les présidents de la Commission
- M. Med S.K Kaggwa a succédé à Madame Margaret Sekaggya[2].

## Statut international
L'UHRC a reçu du Comité international de coordination des Institutions nationales des droits de l’homme (CIC/INDH) du Haut-Commissariat des Nations unies aux droits de l'homme (HCDH) le statut "A" ce qui lui donne un accès renforcé au système des droits de l'Homme des Nations unies. L'UHCR est aussi membre du Réseau des Institutions Nationales Africaines des Droits de l'Homme (RINADH).